# 梼原町立歴史民俗資料館
梼原町立歴史民俗資料館（ゆすはらちょうりつ れきしみんぞくしりょうかん）は、高知県高岡郡檮原町に所在する歴史民俗資料の民具館。檮原町内で収集された民俗資料約1万点を中心に展示を行うとともに坂本龍馬の脱藩した道があることから維新の志士に関する資料展示も行うものであり、1974年（昭和52年）に建設された変五角形の本館と明治24年に建てられた旧役場の別館からなる。檮原町教育委員会が運営を行っている。館内は時代別、テーマ別などいくつかのコーナーに分け現物、写真などで展示されている。一部の展示物は写真撮影が可能である。

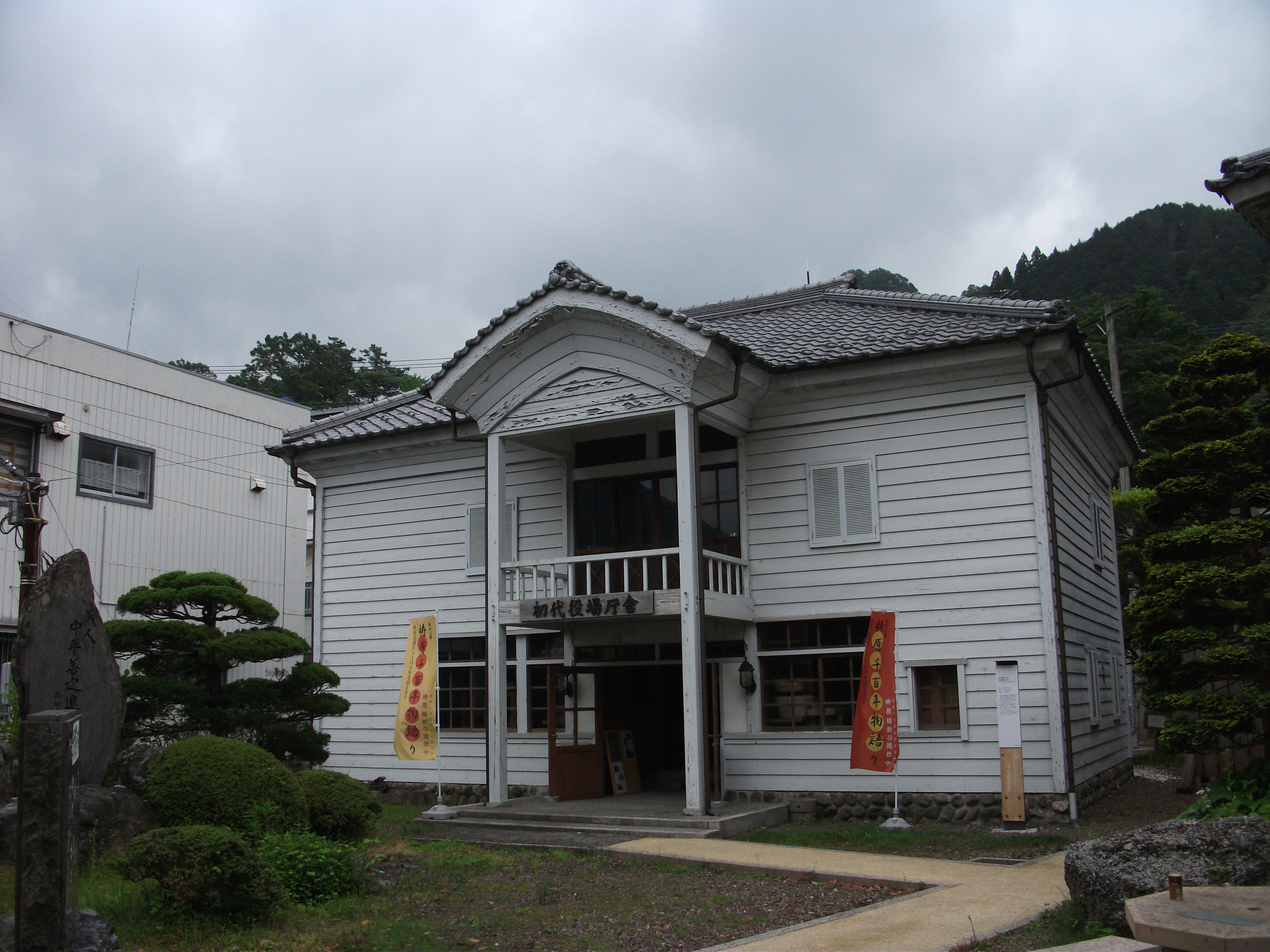
歴史民俗資料館別館（2012年6月）

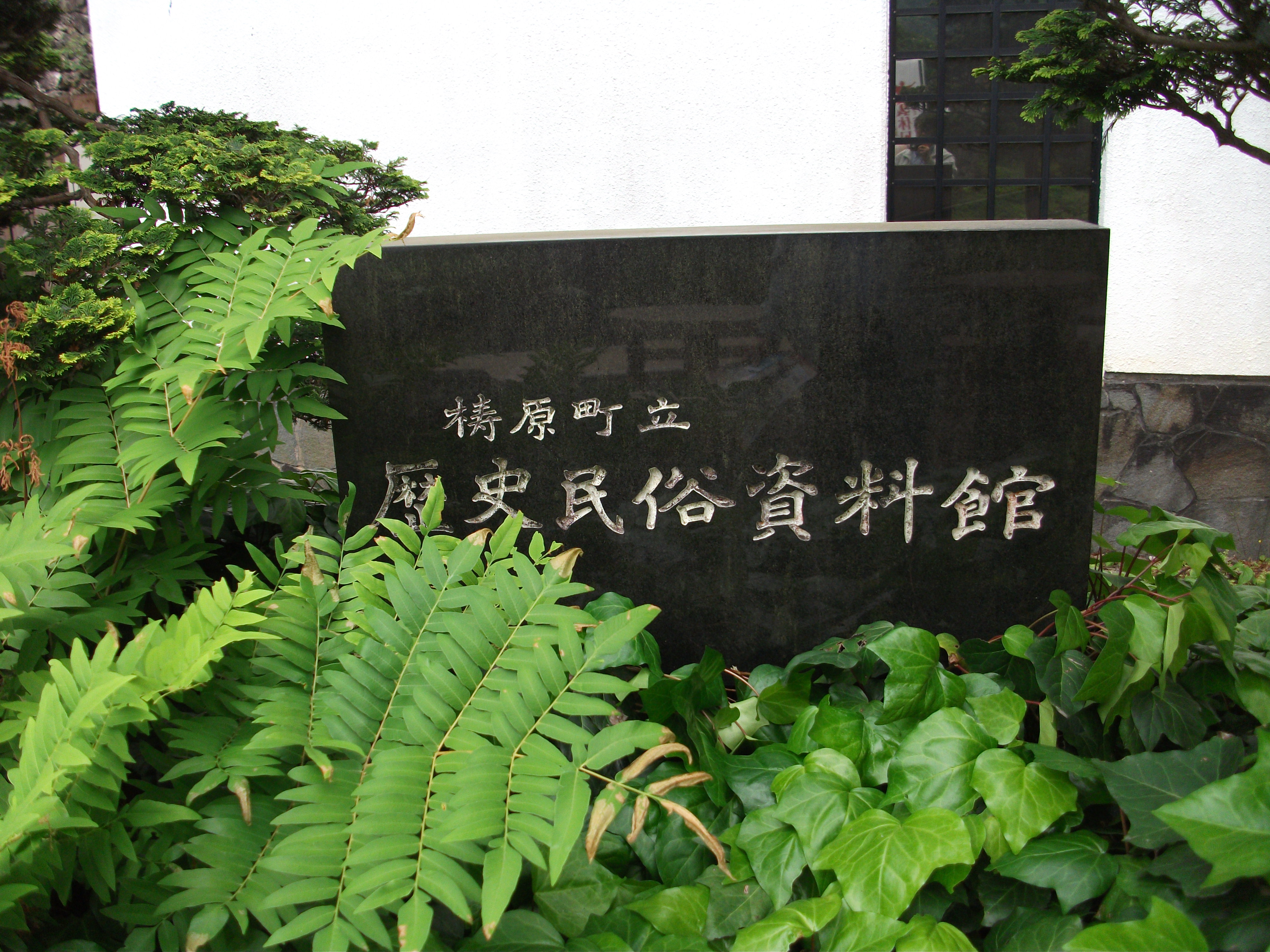
歴史民俗資料館（2012年6月）

## 開館時間、料金
- 開館時間: 10時から17時
- 料金: 大人（高校生以上）300円、小人（小・中学生）150円

## 主な展示物
- 町内で発掘土器類
- 町内で収集された民具
- 維新の志士にまつわる歴史資料